# Bolsa térmica

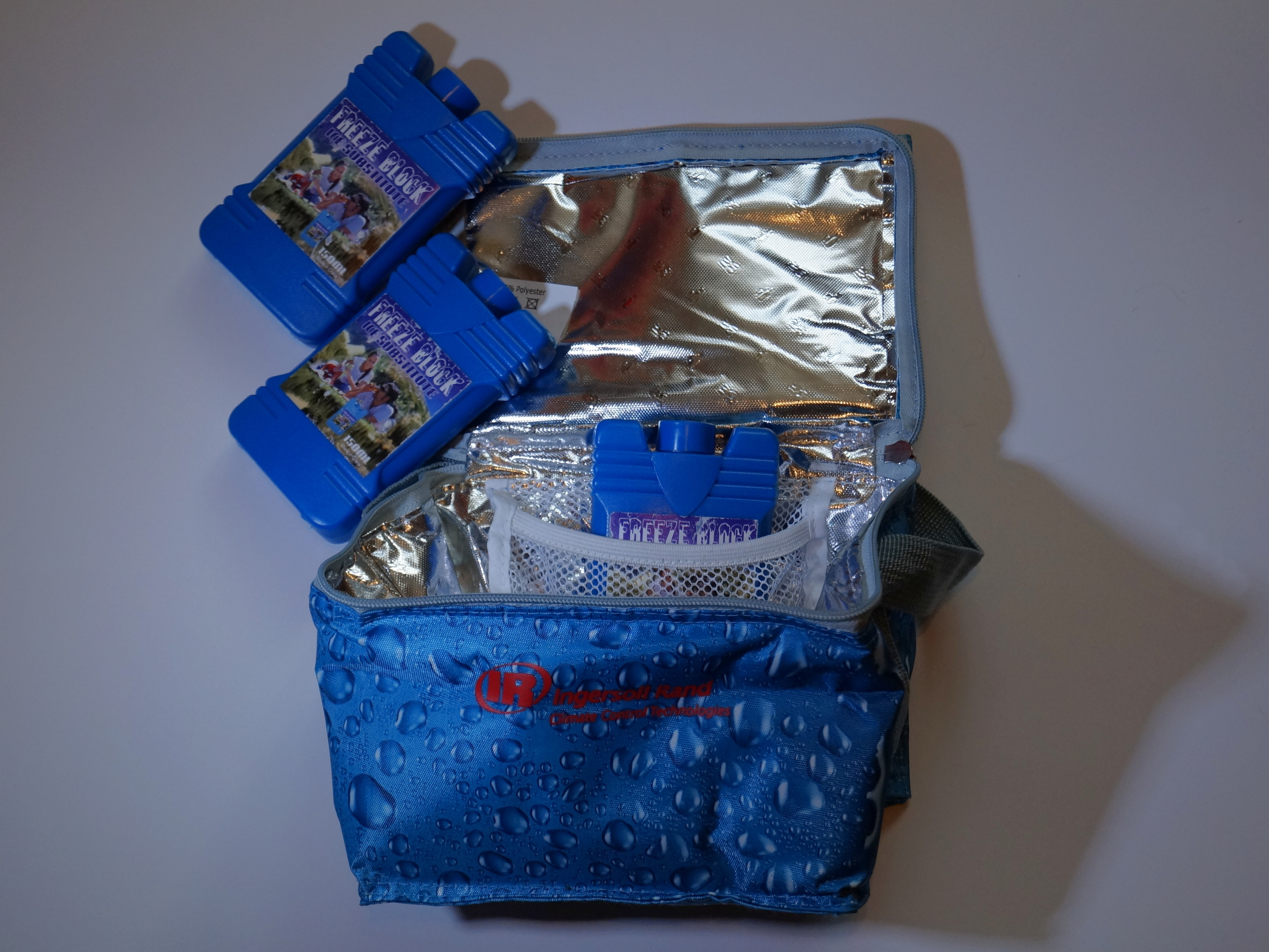
Bolsa térmica com compressas de gelo

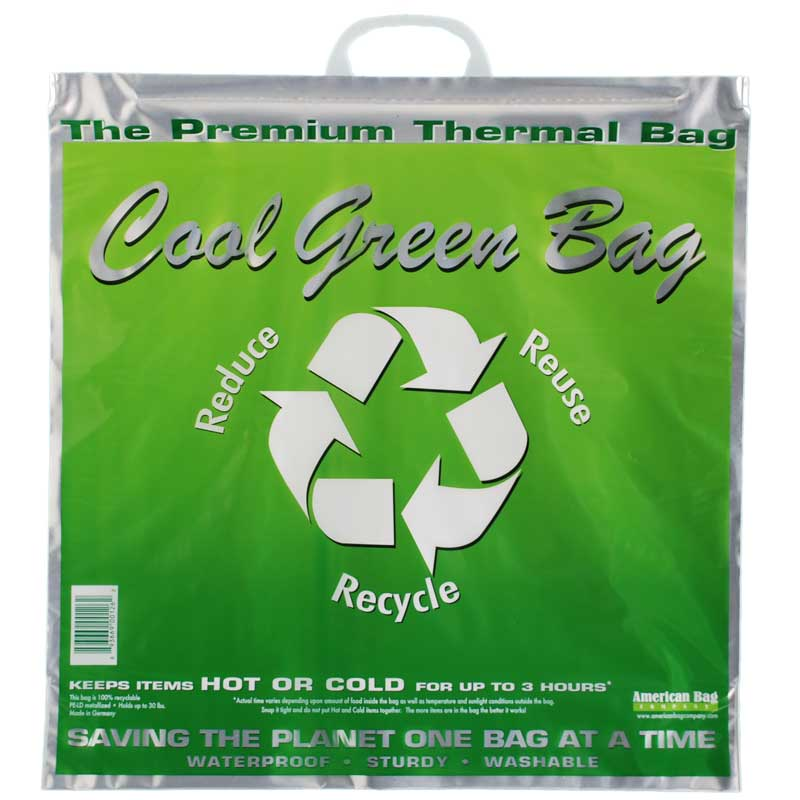
Exemplo de bolsa térmica

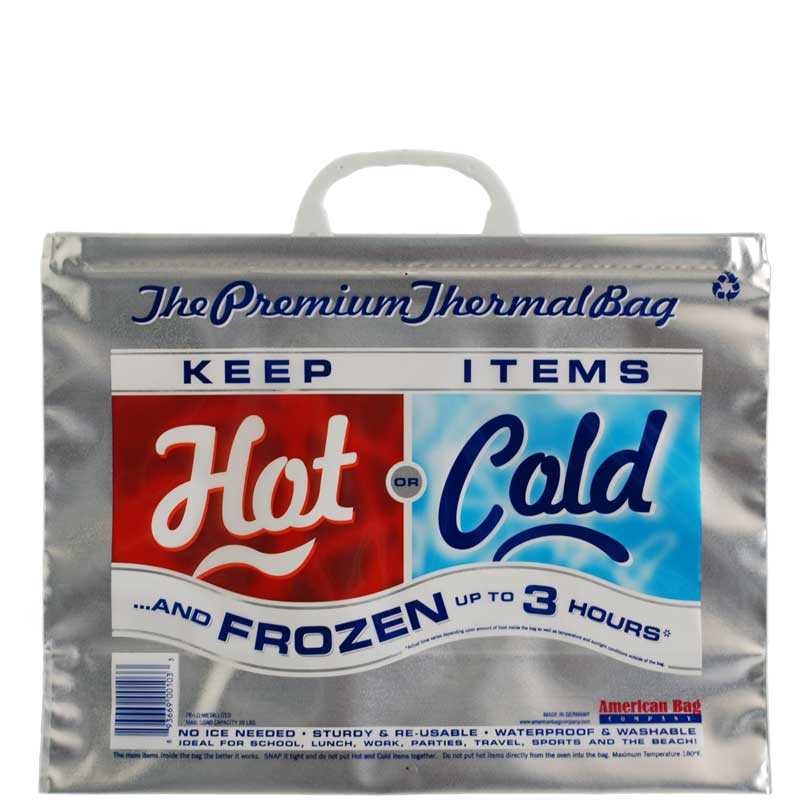
Exemplo de bolsa térmica

Uma bolsa térmica (português brasileiro) ou saco térmico (português europeu) é um tipo de recipiente termicamente isolado na forma de uma bolsa que pode ser transportada, geralmente feita de materiais isolantes térmicos e às vezes um gel refrigerante. É usado para ajudar a manter a temperatura de seu conteúdo, mantendo os itens frios frios e os itens quentes quentes.
Bolsas isoladas têm sido usadas por muitos anos na indústria, uso médico/farmacêutico, entrega de alimentos, lancheiras, etc. Vários modelos estão disponíveis.

## Sacolas de compras
As sacolas de compras térmicas comerciais, para transportar compras sensíveis à temperatura para casa sem quebrar a cadeia de frio, foram introduzidas pela primeira vez em supermercados e outras lojas na Europa em meados da década de 1980. Uma bolsa térmica para manter as pizzas quentes foi inventada por Ingrid Kosar em 1983 e é comumente usada agora. Uma caixa térmica é muito semelhante em conceito, mas geralmente maior e na forma de uma caixa rígida.

## Uso médico
As bolsas térmicas farmacêuticas são projetadas para transportar medicamentos sensíveis à temperatura, protegendo-os de temperaturas prejudiciais, choques e luz. Muitas vacinas são substâncias biológicas delicadas que podem perder parte ou toda a sua eficácia se forem congeladas, muito quentes ou expostas à luz forte. Essas vacinas devem ser mantidas dentro de uma faixa de temperatura especificada, normalmente de 2 a 8°C, desde a fabricação até o uso. De acordo com a Organização Mundial da Saúde, pelo menos 7% dos produtos médicos sensíveis à temperatura sofrem degradação significativa na potência durante o transporte.